# Halové mistrovství České republiky v atletice 2003
Halové mistrovství ČR v atletice 2003 se uskutečnilo ve dnech 1.–2. března 2003 v Bratislavě.

## Medailisté

### Muži
| Soutěž                       | Zlato                                                         | Stříbro                                                    | Bronz                                                            |
| 60 m                         | Martin Duda 6,82                                              | Radek Řechka 6,83                                          | Brice Mensah 6,91                                                |
| 200 m                        | Jiří Mužík 21,65                                              | Filip Klvaňa 21,96                                         | Jaroslav Čech 21,98                                              |
| 400 m                        | Jiří Mužík 47,16                                              | Jan Mazanec 47,28                                          | Jaroslav Teplý 48,02                                             |
| 800 m                        | Roman Oravec 1:48,88                                          | Ondřej Křička 1:50,54                                      | Jan Pernica 1:51,85                                              |
| 1500 m                       | Michal Šneberger 3:50,43                                      | Tomáš Harom 3:52,75                                        | Zdeněk Pichl 3:54,11                                             |
| 3000 m                       | František Zouhar 8:24,83                                      | Karel Váňa 8:24,96                                         | Jan Kreisinger 8:30,33                                           |
| 60 m př.                     | Tomáš Dvořák 7,84                                             | Pavel Ďurica 7,94                                          | Jan Čech 7,96                                                    |
| 4 × 200 m                    | Petr Šarapatka Tomáš Douběta Rudolf Götz Václav Bláha 1:27,89 | Richard Synek Petr Hatlman David Bauer Jan Mazanec 1:28,81 | Jindřich Šimánek Petr Lampart Tomáš Borek Zbyněk Hnízdil 1:29,48 |
| Skok do výšky                | Jaroslav Bába 230                                             | Tomáš Janků 226                                            | Jan Janků 220                                                    |
| Skok o tyči                  | Adam Ptáček 570                                               | Štěpán Janáček 570                                         | Rudolf Haraksim 500 Lukáš Bechyně 500                            |
| Skok daleký                  | Petr Lampart 737                                              | Tomáš Pour 726                                             | Tomáš Borek 724                                                  |
| Trojskok                     | Jan Marcis 15,14                                              | Martin Sýkora 14,81                                        | Petr Beran 14,64                                                 |
| Vrh koulí                    | Antonín Žalský 19,03                                          | Michal Oertelt 18,29                                       | Tomáš Dvořák 16,17                                               |
| Sedmiboj Praha 21.–22.2.2003 | Pavel Havlíček 5503 bodů                                      | Vít Zákoucký 5367 bodů                                     | Lukáš Klíma 5367 bodů                                            |

### Ženy
| Soutěž                      | Zlato                                                                  | Stříbro                                                         | Bronz                                                                 |
| 60 m                        | Hana Benešová 7,40                                                     | Markéta Pernická 7,51                                           | Kristina Bažatová 7,59                                                |
| 200 m                       | Hana Benešová 23,62                                                    | Lenka Ficková 24,23                                             | Kristina Bažatová 25,10                                               |
| 400 m                       | Markéta Pernická 57,02                                                 | Věra Suchomelová 57,17                                          | Drahomíra Eidrnová 57,68                                              |
| 800 m                       | Petra Lochmanová 2:07,86                                               | Petra Sedláková 2:08,27                                         | Veronika Mráčková 2:08,61                                             |
| 1500 m                      | Renata Hoppová 4:25,90                                                 | Marcela Lustigová 4:27,92                                       | Helena Šimková 4:29,83                                                |
| 3000 m                      | Lenka Švaňhalová 9:22,41                                               | Petra Kamínková 9:26,94                                         | Eva Slavíková 10:13,23                                                |
| 60 m př.                    | Lucie Martincová 8,38                                                  | Miriam Bobková 8,39                                             | Lenka Ostravská 8,60                                                  |
| 4 × 200 m                   | Kristina Bažatová Lenka Matoušková Irena Petrová Petra Racková 1:44,87 | Eva Lužová Tereza Nozarová Lucie Nedomová Zuzana Kosová 1:44,95 | Lucie Fraňková Radka Jelínková Tereza Štvánová Lenka Lepičová 1:46,49 |
| Skok do výšky               | Iva Straková 196                                                       | Kateřina Korčová 186                                            | Diana Lázničková 183                                                  |
| Skok o tyči                 | Šárka Mládková 400                                                     | Lucie Palasová 380                                              | Jiřina Ptáčníková 380                                                 |
| Skok daleký                 | Martina Darmovzalová 640                                               | Lucie Komrsková 631                                             | Zuzana Bičíková 602                                                   |
| Trojskok                    | Šárka Kašpárková 14,09                                                 | Martina Darmovzalová 13,69                                      | Irina Beskrovnaja13,21                                                |
| Vrh koulí                   | Jana Kárníková 15,14                                                   | Barbora Špotáková 13,98                                         | Jitka Svatošová 13,91                                                 |
| Pětiboj Praha 21.–22.2.2003 | Jana Klečková 4153 bodů                                                | Petra Šindelářová 3647 bodů                                     | Jana Jelínková 3556 bodů                                              |